# أحمد الكاتب
أحمد الكاتب باحث وكاتب عراقي، من أعلام حركة إصلاح التراث الإسلامي ولد في مدينة كربلاء التاريخية بالعراق عام 1953م، واسمه الحقيقي عبد الرسول عبد الزهرة عبد الأمير بن الحاج حبيب الأسدي، أما اسم أحمد الكاتب فكان الاسم الحركي له أثناء عمله في منظمة العمل الإسلامي المناهضة لنظام صدام حسين.

## نشأته
نشأ في بيئة شيعية في مدينة كربلاء، والتحق بكتاب الشيخ عبد الكريم وهو كتاب صغير كان يشغل زاوية بصحن مسجد العباس بكربلاء؛ حيث أكمل فيه حفظ القرآن الكريم، ثم انتقل للمدرسة الدينية، وهي أشبه بحوزة صغيرة تلقي فيها العلوم الدينية، وحين بلغ سن الـ 13 أشار عليه معلمه الأول الشيخ الشيرازي أن يرتدي العمامة، وزي رجال الدين.

## هجرته خارج العراق
اتبع مرجعية وتيار السيد محمد حسن الشيرازي. وبعد فترة من سجن الشيرازي رحل إلى الكويت، ولحق به تلميذه أحمد الكاتب عام (1973) وهو يحمل مرارة كبيرة للنظام الحاكم الذي تبنى النهج العلماني الاشتراكي المناهض للدين وللعلماء.
انتقل إلى سوريا، والسودان، ولبنان؛ حيث تزوج من الجنوب عام (1977)، وحكم عليه بالإعدام غيابيا في العراق مع شيخه الشيرازي لتنظيمهم حركة سياسية معارضة، ولإصدارهما دورية «عراق الغد» المناهضة للنظام البعثي.
ومع اندلاع الثورة الإيرانية بقيادة آية الله الخميني سافر الكاتب إلى إيران من لبنان في أول طائرة تهبط مطار طهران بعد الثورة، وانبهر الكاتب بالنظام الذي حلم به طوال حياته، ورأى الولي الفقيه يتولى سدة الحكم بعد غيبة أشبة بغيبة الإمام المنتظر، وتمنى لو يحدث ذلك في وطنه العراق، فتبنى مع مجموعة من رفاقه توجيه رسائل ثورية للشعب العراقي عبر أثير الإذاعة من طهران، مما زاد من توتر وتوجس النظام العراقي من الثورة الإيرانية.
وفي عام (1982) ألف أحمد الكاتب كتاب «تجربة الثورة الإسلامية في العراق» الذي حاول فيه انتقاد الحركة الإسلامية العراقية والمرجعية الدينية، خصوصا تجربة السيد الشيرازي السلمية، متأثرا بتجربة الإمام الخميني الحركية الفاعلة.
في تلك الأثناء كانت الحرب العراقية الإيرانية بدأت تأخذ طابعا عبثيا، ودمويا رهيبا، وأخذ السيد الشيرازي يدعو إلى إيقافها ويقول: إنها تسير في طريق مسدود، ويدعو أتباعه للخروج من إيران، وهنا فضل الكاتب التوجه نحو إكمال دراساته الحوزوية التي أهملها منذ خروجه من العراق.
وفي عام (1985) دعاه السيد تقي المدرسي إلى التدريس في (حوزة الإمام القائم) التي كان يشرف عليها وتضم طلبة من السعودية والخليج وبعض العراقيين والأفغان وغيرهم، وتقع على مشارف طهران الشرقية في منطقة تسمى (مامازند)، وكانت أشبه بمدرسة كوادر حركية منها بحوزة علمية؛ حيث كان الطلبة يجمعون بين الدراسة الفقهية والإسلامية، وبين العمل التنظيمي، والقيام بمهمات حركية مختلفة.

## التطور الفكري والمراجعة
كانت تلك الفترة من أهم الفترات في حياة الكاتب؛ حيث بدأ التأمل والمراقبة لنظام ولاية الفقيه في إيران، معتقدا أنه النظام الأمثل للتطبيق في العراق بعد إقصاء صدام حسين، إلى أن حدثت واقعة غربية كانت بداية التحول في فكر أحمد الكاتب.

## تحوله الفكري
قام بدراسة وتحليل أكثر من مائة موسوعة فقهية شيعية تغطي فترة (الغيبة الكبرى) أي ألف عام من تاريخ الفقه الجعفري الإمامي الإثنا عشري، فوجد أغلبها يرتكز على نظريتين متميزتين:
الأولى: نظرية التقية والانتظار للإمام المهدي المنتظر الغائب.
والثانية: نظرية ولاية الفقيه.
ووجد أن هذه النظرية تطورت منذ حوالي مائتي عام، على أساس نظرية (نيابة الفقهاء عن الإمام المهدي) ثم تطورت إلى أن أصبحت تشمل قضايا سياسية قريبة من الدولة، كإعطاء الفقهاء الإجازة للملوك للحكم نيابة عنهم، باعتبارهم مصدر الشرعية الدستورية في عصر الغيبة؛ لأنهم نواب الإمام المهدي.. وأول من طبق هذه النظرية كان المحقق الشيخ علي عبد العالي الكركي (868 هـ ـ 940 هـ) عندما منح الشاه الصفوي (طهماسب) الإجازة للحكم باسمه.
أما قبل ذلك التاريخ فقد كانت تخيم على الشيعة نظرية التقية والانتظار، التي كانت تحرم إقامة الدولة في عصر الغيبة إلا عند ظهور الإمام المهدي، وذلك تبعا لنظرية الإمامة الإلهية التي كانت تشترط العصمة والنص والسلالة العلوية الحسينية في الإمام.
ومن هنا وجد تناقض كبير بين النظريتين، وأن النظرية الثانية (ولاية الفقيه) تعتبر انقلابا على نظرية التقية والانتظار، خلافا لما كان يعتقد حتى ذلك الوقت من أن نظرية ولاية الفقيه (أو المرجعية الدينية) هي امتداد لنظرية الإمامة، وقد أوصى بها الإمام المهدي لدى غيبته كنظام سياسي للشيعة في ظل (الغيبة الكبرى).
وتساءل الكاتب إذا كان ذلك صحيحا فلماذا لم يعرفه جميع علماء الشيعة الأقدمون الذين كانوا يلتزمون بنظرية التقية والانتظار؟
ولإكمال الصورة كان عليه أن يبحث فترة (الغيبة الصغرى) التي امتدت حوالي سبعين عاما بعد وفاة الإمام الحسن العسكري سنة 260 هـ، والتي يقال إن ولده (محمد المهدي المنتظر) كان يتصل فيها بمجموعة وكلاء أو نواب خاصين، إلى أن انقطعت النيابة الخاصة بوفاة النائب الرابع محمد بن علي الصيمري سنة 329 هـ، وذلك ليرى ما هي النظرية السياسية التي كان يلتزم بها أولئك «النواب الخاصون»؟.
وهذا ما جره إلى بحث موضوع فترة الغيبة الصغرى، وهناك بدأ يتعرف لأول مرة على مسألة وجود الإمام محمد بن الحسن العسكري، وما كان يلفها من غموض وتساؤلات!!.
وبالرغم من كونه نشأ في بيئة دينية شيعية ودرس في الحوزة حتى الدراسات العليا، وانخرط في حركة سياسية تعمل من أجل تطبيق نظرية سياسية تقوم على فكرة وجود (الإمام المهدي)، وكتب حوالي خمسة عشر كتابا حول أئمة أهل البيت والفكر الشيعي الإمامي، وقام بالدعوة لهذا الفكر وأسس حركة شيعية في السودان.. برغم كل ذلك إلا أنه لم يكن قد سمع بوجود عدة نظريات شيعية أو اختلاف داخلي حول وجود أو عدم وجود ذلك (الإمام الثاني عشر) الذي كان يعتبره حقيقة لا يعتريها الشك، وبديهة عاش عليها وانتظر قدومها في أية لحظة.
يقول الكاتب: وكانت صدمتي الكبرى عندما وجدت مشايخ الفرقة الإثنا عشرية كالشيخ المفيد والسيد المرتضى والنعماني والطوسي، يصرحون ويلوحون بعدم وجود دليل علمي تاريخي لديهم على وجود وولادة (ابن) للإمام الحسن العسكري.

## كتبه ومؤلفاته
- ألف الكاتب كتابا عن الإمام الحسين تحت عنوان: «الحسين كفاح في سبيل العدل والحرية»، حاول فيه أن يقدم قراءة جديدة مغايرة لما كان متعارفا عليه بي
- وألف الكاتب أيضا كتاب «الإمام الصادق معلم الإنسان».

وأصدر عدة كتب أثارت جدلاً لم ينته حتى الآن في الأوساط الشيعية، من أهمها «تطور الفكر السياسي الشيعي من الشورى إلى ولاية الفقيه» «الامام المهدي حقيقة تاريخية؟ أم فرضية فلسفية» و«السنة والشيعة، وحدة الدين، خلاف السياسة والتاريخ».

## اقرأ أيضاً
- حركة إصلاح التراث الإسلامي
- كمال الحيدري
- محمد حسين فضل الله
- أحمد القبانجي
- محمد علي الحسيني

## وصلات خارجية
- مراجعات - مع الأستاذ أحمد الكاتب